# Esenbeckia runyonii
Esenbeckia runyonii là một loài thực vật có hoa trong họ Cửu lý hương. Loài này được C.V.Morton mô tả khoa học đầu tiên năm 1930.